# زرین تکیندر
زرین تکیندُر (ترکی استانبولی: Zerrin Tekindor، زادهٔ ۵ اوت ۱۹۶۴) بازیگر و نقاش ترکیه‌ای است. در سال ۱۹۸۵ از دانشکده تئاتر هنرستان دولتی دانشگاه هاستپه فارغ‌التحصیل شد. در همان سال، او به عنوان کارورزی در تئاتر دولتی آدانا شروع به کار کرد. وی پس از دو سال در تئاتر دولتی به وظیفه‌ای در آنکارا پرداخت و در نمایش‌های متعددی از جمله: لباسشویی، فرهاد و شیرین، یک داستان پر سر و صدا و دلخراش، مرگ، استانبول افندیسی، آخرین دوستداران سرخ داغ، اسکای لایت، اجرا کرد. جنگ به صلح، از عشق تا نزاع، عشق می‌کشد، بازرس دولت، مکانی در وسط زمین. در سال ۲۰۰۳ برای کار در تئاتر دولتی استانبول به استانبول نقل مکان کرد. در سال ۲۰۰۴ او در بازرس دولت (N. V. Gogol) به عنوان آنا آندریونا بازی کرد. او برای بهترین بازیگر نقش مکمل زن در کمدی جایزه تئاتر آفیف را بدست آورد.
علاوه بر حرفه تئاتر، زرین تکیندر در سال‌های ۱۹۹۰–۱۹۹۴ در کارگاه Halil Akdeniz در دانشکده هنرهای زیبا دانشگاه Bilkent در نقاشی نیز تحصیل کرد. قهرمانان نمایشنامه‌های بسیاری به عنوان چهره‌های تکیندر با استفاده از تکنیک مختلط روی بوم او ساکن می‌شوند. با لباس‌ها، اعمال، خطوط و حتی با ظاهر آنها در زیر صحنه صحنه، آنها به نقاشی تبدیل می‌شوند، از طریق تفسیر تکیندر که بخشی از آن اقدام خاص روی صحنه است، فیلتر می‌شوند.
زرین تکیندر از بازیگر چتین تکیندر یک پسر دارد. در حال حاضر، زرین تکیندر فعالیت خود را به عنوان بازیگر و نقاش در استانبول ادامه می‌دهد. از سال ۱۹۹۲، نوزده نمایشگاه شخصی برگزار کرده‌است.

## فیلم‌شناسی

### مجموعه تلویزیونی
- کافه کازابلانکا
- مریخ از درون درب به نظر می‌رسد
- عشق ممنوع، دنیز د کورتون - ۲۰۰۸–۲۰۱۰
- برگ‌ریزان، منشی گیشه (بازیگر مهمان) - ۲۰۱۰
- کوزی گونی، گولتن چایاک - ۲۰۱۱–۲۰۱۳
- سعید و شورا، یازر - ۲۰۱۴
- عشق بی‌پایان، لیلا عاجم‌زاده - ۲۰۱۵–۲۰۱۷
- تپه شاهین، تونا آکدورا - ۲۰۱۸
- زمهری - ۲۰۲۰
- معجزه صدساله ۲۰۲۳ ـ در نقش ثریا

### فیلم
- به‌زودی - ۲۰۱۴
- به جای ما - ۲۰۱۶
- استانبول قرمز - ۲۰۱۷
- مسلمان - ۲۰۱۸